# Marvin Worth
Marvin Worth (Brooklyn, 6 de junio de 1925 – Los Ángeles, 22 de abril de 1998) fue un productor de cine, actor y guionista estadounidense.

## Carrera
Worth nació en Brooklyn en 1925. Sus esfuerzos por adaptar a la gran pantalla la autobiografía del líder de los derechos civiles Malcolm X iniciaron en 1967, cuando compró los derechos del libro The Autobiography of Malcolm X. En 1972 lideró la producción de un documental homónimo, por el que recibió una nominación al Premio Óscar. Más tarde produjo el largometraje Malcolm X bajo la dirección de Spike Lee. Nuevamente fue nominado al Óscar por su desempeño en la película Lenny de 1974.
Falleció el 22 de abril de 1998 de carcinoma bronquioloalveolar en Los Ángeles.

## Filmografía destacada

### Cine
| Año  | Título                    | Notas                           |
| ---- | ------------------------- | ------------------------------- |
| 1970 | Where's Poppa?            |                                 |
| 1974 | Lenny                     |                                 |
| 1977 | Fire Sale                 |                                 |
| 1979 | The Rose                  |                                 |
| 1980 | Up the Academy            |                                 |
| 1982 | Soup for One              |                                 |
| 1984 | Unfaithfully Yours        |                                 |
| 1984 | Rhinestone                |                                 |
| 1984 | Falling in Love           |                                 |
| 1987 | Less Than Zero            |                                 |
| 1988 | Patty Hearst              |                                 |
| 1989 | See No Evil, Hear No Evil |                                 |
| 1990 | Flashback                 |                                 |
| 1992 | Malcolm X                 |                                 |
| 1996 | Diabolique                | Última aparición como productor |

Como actor
| Año  | Título    | Papel  |
| ---- | --------- | ------ |
| 1977 | Fire Sale | Milton |

Como escritor
| Año  | Título                    | Notas         |
| ---- | ------------------------- | ------------- |
| 1962 | Boys' Night Out           |               |
| 1965 | Promise Her Anything      |               |
| 1966 | Three on a Couch          |               |
| 1979 | The Rose                  | No acreditado |
| 1989 | See No Evil, Hear No Evil |               |

### Televisión
| Año  | Título               | Crédito             | Notas     |
| ---- | -------------------- | ------------------- | --------- |
| 1966 | Vacation Playhouse   |                     |           |
| 1971 | The Sheriff          | Productor ejecutivo | Telefilme |
| 1979 | Where's Poppa?       | Productor ejecutivo | Piloto    |
| 1992 | Running Mates        |                     | Telefilme |
| 1996 | Norma Jean & Marilyn | Productor ejecutivo | Telefilme |
| 1998 | Gia                  | Productor ejecutivo | Telefilme |
| 1998 | Criminal Law         |                     | Telefilme |
| 2001 | James Dean           | Productor ejecutivo | Telefilme |

Como escritor
| Año     | Título                               | Notas                    |
| ------- | ------------------------------------ | ------------------------ |
| 1956    | Stanley                              |                          |
| 1956    | Washington Square                    |                          |
| 1957    | The Polly Bergen Show                |                          |
| 1957    | General Motors 50th Anniversary Show | Especial para televisión |
| 1958    | The Dinah Shore Chevy Show           |                          |
| 1959−60 | The Steve Allen Show                 |                          |
| 1960    | The Chevy Show                       |                          |
| 1961    | The New Steve Allen Show             |                          |
| 1962    | The Steve Allen Playhouse            |                          |
| 1963−64 | The Judy Garland Show                |                          |
| 1965    | Get Smart                            |                          |
| 1966    | The Milton Berle Show                |                          |

## Premios y distinciones
Premios Óscar
| Año  | Categoría              | Película  | Resultado |
| ---- | ---------------------- | --------- | --------- |
| 1973 | Mejor documental largo | Malcolm X | Nominado  |
| 1975 | Mejor película         | Lenny     | Nominado  |